# Germinal Dandelin
Germinal Dandelin   (Le Bourget, 12 d'abril de 1794 - Ixelles, 15 de febrer de 1847) fou un matemàtic i militar belga.

## Vida
De pare francès i mare belga, la família s'instal·là a Gant quan ell era petit. Va estudiar al Lycée de Gant, coincidint amb Adolphe Quételet, amb qui va mantenir una amistat duradora, i on el 1813 va obtenir el premi de matemàtiques. El novembre d'aquest mateix any ingressa a l'École Polytechnique de París. El 1814 son mobilitzats tots els alumnes de l'École Polytechnique i Dandelin és ferit a París durant la guerra. Durant el govern dels cent dies treballa al Ministeri de l'Interior a les ordres de Lazare Carnot. La derrota de Waterloo obliga tots dos a exiliar-se; Dandelin se'n va tornar a Bèlgica on tenia tota la seva família i on va reprendre contacte amb Quételet. En els anys posteriors va adoptar la nacionalitat belga.

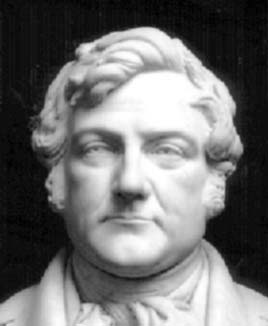
Bust de Dandelin esculpit per Charles Van Oemberg.

A partir de 1817 treballa en les fortificacions de Namur com a tinent d'enginyers militars. El 1821 és destinat a Gant per treballar en la construcció de les fortificacions del Lys i l'Escaut. El 1828 torna a ser traslladat a Venloo; malgrat el seu ascens es troba inquiet en aquesta petita població que no té ni tan sols una biblioteca.
El 1825 accepta el nomenament de Professor Extraordinari a la universitat de Lieja tot i que dona classes d'enginyeria de mines. Aquest mateix any és nomenat doctor honoris causa de la universitat de Gant. Els esdeveniments revolucionaris de 1830 el fan tornar a la carrera militar i és ascendit a comandant d'enginyers.
El 1831 torna a Namur com a cap de la brigada d'enginyers; sense deixar el seu servei militar també és professor de física al Ateneu d'aquesta ciutat. El 1841 és destinat a la Comandància General d'Enginyers a Brussel·les; en aquesta ciutat serà ascendit a Coronel i moriran el seu pare (1844) i ell mateix el 1847.

## Obra
Dandelin va escriure dos llibres: Leçons sur la mécanique et les machines (Lieja, 1827) i Cours de statique (Brussel·les, 1830); però el més interessant del seu treball es troba en les vuit memòties que va publicar l'Acadèmie Royale des Sciences et Belles Lettres de Bruxelles i els nou articles publicats a la Correspondance Mathématique et Physique, revista fundada per Quetelet. En total son onze treballs de geometria i sis de ciència aplicada, entre els quals cal ressenyar:

Les esferes de Dandelin.

- Mémoire sur quelques propriétés remarquables de la focale parabolique (1822): En aquest text descobreix una brillant connexió entre les definicions clàssica i analítica de l'el·lipse a través de les anomenades esferes de Dandelin.[8][9][10]
- Recherches sur la résolution des équations numériques (1823): En aquest text estableix un mètode, conegut com el mètode de Dandelin-Gräeffe o mètode de Lobatxevski-Dandelin-Gräeffe, per a aproximar les arrels d'un polinomi. El mètode va ser descobert independentment pels tres matemàtics però Lobatxevski i Gräffe el van publicar els anys 30's.[11]
- Sur l'hyperboloide de révolution et sur les hexagones de Pascal et de Brianchon (1826)
- Mémoire sur l'emploi des projections stéréographiques en géométrie (1827)
- Sur la détermination des orbites cométaires (1841)
- Sur quelques points de métaphysique géométrique (1844)